# Cumhuriyetçi Parti
Die Republikanische Partei (CP, türkisch Cumhuriyetçi Parti) war eine politische Partei in der Türkei.

## Geschichte
Die Republikanische Volkspartei (CHP), die als Gründer der Türkischen Republik 1923 gilt, war die älteste Partei des Landes. Nachdem die Partei allerdings ab 1966 unter dem Vorsitzenden Bülent Ecevit die sogenannte „Mitte-links-Politik“ übernahm, spalteten sich zwei Gruppen von Parlamentsabgeordneten von der Partei ab. Die erste gründete 1967 die Vertrauenspartei, während von der zweiten Gruppe 1972 die Republikanische Partei gegründet wurde.
Die Partei wurde am 4. September 1972 gegründet. Der Gründungsvorsitzende der Partei war Kemal Satır, ein ehemaliger Vize-Ministerpräsident. Allerdings wurde die Partei ein halbes Jahr später, am 28. Februar 1973, mit der Nationalistischen Vertrauenspartei (alias Vertrauenspartei) vereinigt, die in Republikanische Vertrauenspartei umbenannt wurde.